# Inmigración samoana en los Estados Unidos
Los samoanos estadounidenses son los estadounidenses de origen samoano, incluidos aquéllos que emigraron desde el Estado Independiente de Samoa, o desde la Samoa Americana, a los Estados Unidos. Los samoanos estadounidenses se incluyen dentro del grupo de los isleños del Pacífico en el censo de los Estados Unidos, y son el segundo grupo más grande de habitantes de isleños del Pacífico en los Estados Unidos, después de los nativos hawaianos.
La Samoa Americana es un territorio no incorporado de los Estados Unidos desde 1900, y Samoa, formalmente conocida como el Estado Independiente de Samoa y conocida como Samoa Occidental hasta 1997, es una nación independiente que obtuvo su independencia de Nueva Zelanda en 1962. La Samoa Americana (que está bajo la jurisdicción de los Estados Unidos de América) y Samoa juntas forman las islas del archipiélago de Samoa, que cubre 1170 millas cuadradas (3030 km²). Al igual que los hawaianos estadounidenses, los samoanos llegaron al continente en el siglo XIX como pescadores y luego trabajaron como jornaleros agrícolas y obreros en fábricas.
Según las estimaciones del censo de los Estados Unidos de 2019, hay más de 200 000 personas de ascendencia samoana que viven en los Estados Unidos, incluidas las de ascendencia parcial, lo que supone aproximadamente la población del Estado Independiente de Samoa, en 2019. Honolulu, en Hawái, tiene la mayor población de samoanos: en concreto, son 8 500 personas, que representan más del 2% de la población de la ciudad, mientras que Long Beach, en California, tiene la población más grande en los Estados Unidos continentales: a fecha de 2010 había 4 513 personas, es decir, el 1% de la población de la ciudad. También hay comunidades de samoanos por todo el estado de California. Otros estados con ciudades y pueblos con comunidades samoanas importantes son Alaska, Nevada, Texas, Utah y Washington .

## Historia

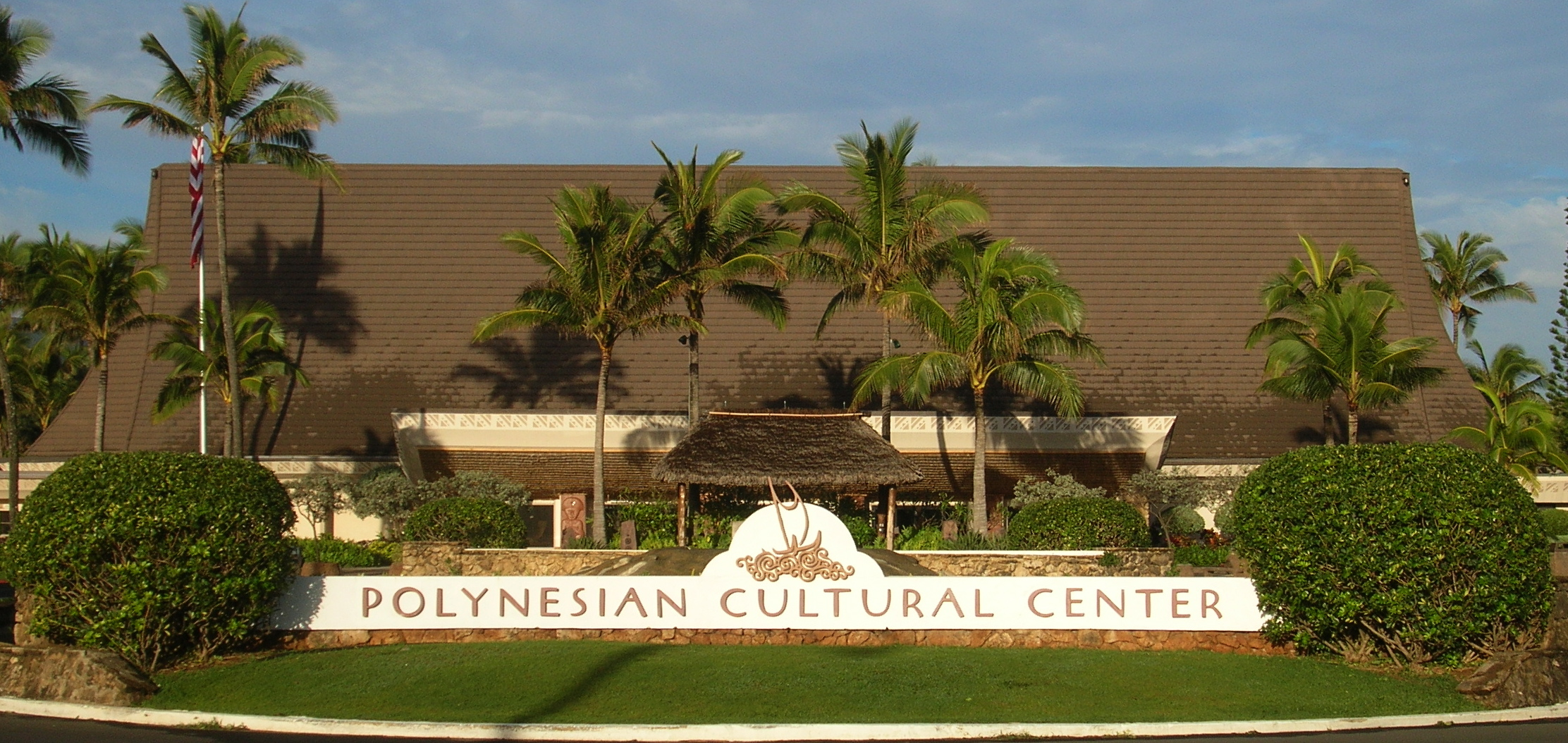
Entrada al Centro Cultural Polinesio, en Laie, Hawái, donde se registra una de las proporciones más altas de residentes samoanos estadounidenses.

La migración de Samoa a los Estados Unidos comenzó en el siglo XIX. Los samoanos formaron parte de la primera colonia polinesia mormona en los Estados Unidos, que fue fundada en Utah en 1889 y estaba formada por samoanos, nativos hawaianos, tahitianos y maoríes.La Samoa Americana fue convertida oficialmente en un territorio de los Estados Unidos en el año de 1900, con el Tratado de Cesión de Tutuila, y en 1904, con el Tratado de Cesión de Manu'a.
En la década de 1920, un pequeño grupo de mormones de Samoa Americana emigró a los Estados Unidos. Los mormones estadounidenses los llevaron a Laie (Hawái) para ayudar en la construcción del Templo Mormón de Laie. La comunidad creció durante la década de 1920, y en 1929 ya había 125 samoanos estadounidenses viviendo en Laie, pero la migración de Samoa a Hawái disminuyó en los años siguientes. Probablemente se debió al colapso del 29, la pérdida de un importante campo de arroz para la comunidad y la Segunda Guerra Mundial. En la segunda mitad de la década de 1940, muchos samoanos estadounidenses emigraron a Estados Unidos. Más de 330 de ellos, en su mayoría mormones, se mudaron a Hawaii. En 1951, casi mil samoanos estadounidenses vinculados con el ejército (es decir, personal militar y sus familiares) emigraron a las bases estadounidenses de Honolulu al aceptar una invitación de la Marina de los EE. UU. (que había dejado sus bases en la ciudad de Pago Pago, cuando Samoa Americana comenzó a ser administrada por el Departamento del Interior de Estados Unidos) para que los marines pudieran seguir trabajando para la Armada. Sin embargo, muchos de ellos emigraron posteriormente a California en 1952.
En 1952, los habitantes de la Samoa Americana se convirtieron en habitantes estadounidenses, aunque no en ciudadanos estadounidenses, a través de la Ley de Inmigración y Nacionalidad de 1952 . Esto alentó la emigración de Samoa a los Estados Unidos y durante el resto de la década cerca de cuatro mil mormones de Samoa emigraron a los Estados Unidos, principalmente a California y Hawái. Muchos más samoanos emigraron a los Estados Unidos en la década de 1960, superando a los que habían emigrado en la década anterior. De hecho, la mayor migración de samoanos a los Estados Unidos se produjo en este momento (principalmente a principios de la década). Después de 1965 aumentó la migración desde la República de Samoa. En este momento, muchos samoanos emigraron a Hawái atraídos por la presencia del Centro Cultural Polinesio en este estado. En la década de 1970, más de 7 540 habitantes de Samoa Occidental emigraron a los Estados Unidos, aunque se desconoce el número de personas de Samoa Americana que emigraron a los Estados Unidos.
En 1972, el número de habitantes de la Samoa Americana que vivían en los Estados Unidos superó a la población de la Samoa Americana, y California ocupó el lugar de Tutuila como la principal región de población samoana. En 1980, más de 22 000 nacidos en Samoa vivían en los Estados Unidos, la mayoría de Samoa (más de 13 200), mientras que 9 300 eran de la Samoa Americana.

## Demografía
Según las estimaciones de la Oficina del Censo de los Estados Unidos de 2019, había 204 000 samoanos en los Estados Unidos, incluidos aquellos que tienen ascendencia parcial samoana. La comunidad samoana de Estados Unidos está formada por estadounidenses de ascendencia samoana como de samoanos estadounidenses. Según Unicef, 12 354 samoanos vivían en los Estados Unidos en 2013

### California
63 000 personas de origen samoano residen en California, lo que significa que casi un tercio de la población samoana en los Estados Unidos vive en California. El 0,2% de la población de California es de ascendencia samoana. El número de personas que se identifican solo como samoanos es de 36 443. Los porcentajes y números de habitantes de samoanos que residen en las ciudades que se enumeran a continuación varían de 2015 a 2018, según las tablas detalladas de estimaciones de 5 años de la Oficina del Censo de los Estados Unidos.

#### Sureste de California
Carson (1.8-2.2%), Compton (0.3-0.5%) y Long Beach (0.7-0.8%) y Paramount (0.7-1%) en el condado de Los Ángeles, Oceanside (0.5-0.6%) en el condado de San Diego, y Twentynine Palms (0.9-1.1%) en el condado de San Bernardino tienen algunas de las concentraciones más altas de samoanos en el sur de California, que incluyen a los de ascendencia parcial. En San Diego, en 1955, el Rev. Suitonu Galea'i fundó la primera iglesia de samoanos de todos los Estados Unidos. Desde entonces, se ramificaron varias iglesias de Samoa por toda California a partir de la Primera Iglesia Cristiana Congregacional de Samoa de San Diego. Garden Grove en el condado de Orange tiene una comunidad samoana, así como una iglesia ubicada en Century Boulevard. Hay comunidades de samoanos que enumeran varios cientos en Moreno Valley (300 a 500) y San Bernardino (400), al menos el 0,2% de la población de la ciudad.

#### Norte de California
Las comunidades de vivienda pública en los vecindarios de Bayview-Hunters Point, Potrero Hill y Visitation Valley en San Francisco albergan gran parte de la comunidad samoana de la ciudad. Según las estimaciones de 2015-18, San Francisco tiene un 0,2-0,3% de Samoa (1,807-2,262 residentes). La estimación de 2018 del número de samoanos en San Francisco es una disminución del número informado de samoanos en 2000, que fue de 2,311 (que no tuvo en cuenta las personas que informaron ser parte de Samoa). En el East Bay Area, San Leandro alberga una comunidad considerable de Samoa (0,4% -0,6%), así como en Daly City (0,4-0,9%), East Palo Alto (1,2-1,3%) y Hayward (0,6%). % -0,9%). En Daly City, los restaurantes y negocios de Samoa se encuentran cerca de Geneva Avenue. En 1972, la Primera Iglesia Congregacional de Samoa de San José fue fundada por el Rev. Felix T. y Molly T. Ava Molifua, afiliados a Northern California UCC. San José tiene más de 3.000 samoanos en residencia (0,3%).
En el Valle Central y el interior de California, donde en comparación con el Área de la Bahía hay un porcentaje ligeramente menor de samoanos, las poblaciones más altas se encuentran comúnmente en las áreas de Modesto (0.2%), Sacramento y Stockton . La ciudad de Sacramento tiene más de 1.800 a 2.200 samoanos, aproximadamente el 0,4% de su población. En el centro de California, los samoanos se concentran en el condado de Monterey, que albergaba una base del ejército estadounidense, Fort Ord, que cerró en 1994. Las poblaciones se concentran en Marina (0,8-1%) y Seaside (0,4% -0,9%).

### Oregón y Washington
El área de Seattle-Tacoma, en el estado de Washington también alberga una importante comunidad samoana, especialmente en las ciudades de Kent (1,5%), Renton (1%), Federal Way (1,6%), SeaTac (2,9%) y White Center ( 3,2%). Seattle tiene 1.500 samoanos, el 0,2% de la población de la ciudad. La primera Iglesia Congregacional Cristiana Samoana en el estado de Washington se estableció en 1964 en el sureste de Seattle, donde los samoanos se establecieron en el noroeste del Pacífico. Los vecindarios de Columbia City y Rainier Valley en el sur de Seattle han tenido comunidades de samoanos considerables desde las décadas de 1960 y 1970. Casi 6 000 personas de sus descendientes residen en el condado de Pierce (Washington), lo que representa el 0,7% de la población del condado. En Tacoma viven 1 800 samoanos, lo que representa casi el 1% de la población de la ciudad. La ciudad de The Dalles (Oregón) tiene una comunidad samoana de casi 200 personas, lo que representa el 1,3% de la población de la ciudad.

### Utah y el oeste de Estados Unidos
En Utah, el 0,6% de la población es samoana, incluidos aquellos con ascendencia parcialmente samoana, y el 0,3% son aquellos que se identifican solo como samoanos. Utah tiene una historia de inmigración samoana que se remonta a fines del siglo XIX, debido a que adoptaron el mormonismo, que les fue predicado e influenciado por misioneros que habían llegado a las islas polinesias. La comunidad mormona de Utah tenía alojamiento y servicios para algunos inmigrantes polinesios, que también incluían tonganos y maoríes. En Salt Lake City (Utah) residen 1 500 personas de origen samoano, el 0,7% de la población de la ciudad. Las ciudades del condado de Salt Lake como Kearns (2%), Taylorsville (1,5%) y West Valley City (1,8%) tienen proporciones superiores al promedio de habitantes de samoanos en Utah. Hay una comunidad samoana considerable en Provo, que tiene al menos un 0,3% de samoanos.
Hay comunidades samoanas en Colorado Springs (Colorado) de 430 personas (0,1%), y en Lawton (Oklahoma) (0,3%). En el condado de Comanche (Oklahoma) al menos el 0,6% de la población es isleño del Pacífico (2010), principalmente samoano. En Las Vegas (Nevada) viven más de 1 500 samoanos, que conforman el 0,2% de la población de la ciudad.

### Alaska y Hawái
Fuera del territorio continental de Estados Unidos, muchos samoanos se han establecido en Hawái y Alaska. Aproximadamente el 2,8% de los residentes de Hawaii son de ascendencia samoana, y el 1,3% tiene ascendencia samoana completa. Muchos viven en la isla de Oahu. Linapuni Street, especialmente los apartamentos Kuhio Park Terrace en Honolulu, tiene la mayor concentración de samoanos de cualquier área residencial en Hawái, con un 37% de residentes. Central Palolo tiene el porcentaje más alto de cualquier tramo hawaiano, con un 4% de origen samoano. La ciudad de Laie, en Oahu, tiene 1.380 estadounidenses de Samoa, aproximadamente el 21% de la ciudad, una de las concentraciones de samoanos más altas de América, y de cualquier pueblo o ciudad de los Estados Unidos
El 2% de las personas en la ciudad de Anchorage, Alaska, son de ascendencia samoana, y casi 6.000 viven en la ciudad. Alaska tiene una proporción relativamente alta de ellos, que comprende aproximadamente el 0,8% de la población del estado.

### Medio Oeste y Sur de Estados Unidos
En el Medio Oeste, una importante comunidad de samoanos se encuentra en Independence, Missouri, donde residen alrededor de 1.000 samoanos (0,9% de la ciudad). En la cercana Kansas City, Missouri, viven 340 samoanos, que es el 0,1% de la población de la ciudad. En el este de los Estados Unidos y el sureste de los Estados Unidos, existen comunidades de Samoa en Fayetteville, Carolina del Norte, y Clarksville, Tennessee. Hay 365 personas de origen samoano en el condado de Prince William, Virginia, y una iglesia samoana en Alejandría. Hay una comunidad de samoanos en el condado de Liberty, Georgia . En Texas, hay una comunidad samoana prominente en el suburbio de Euless en Dallas-Fort Worth (0,5%), y una iglesia samoana en la ciudad de Killeen (donde conforman el 0,3% de la población).

### Militar
Un número significativo de estadounidenses de Samoa prestan servicios en el ejército estadounidense. Los samoanos tienen la tasa más alta de alistamiento militar de cualquier estado o territorio.
El fútbol americano es el deporte más popular en Samoa Americana. Las islas samoanas han producido el mayor número de jugadores de la Liga Nacional de Fútbol per cápita. En 2010, se estimó que un niño nacido de padres samoanos tiene 56 veces más probabilidades de ingresar a la NFL que cualquier otro niño en los Estados Unidos.

## Gente notable

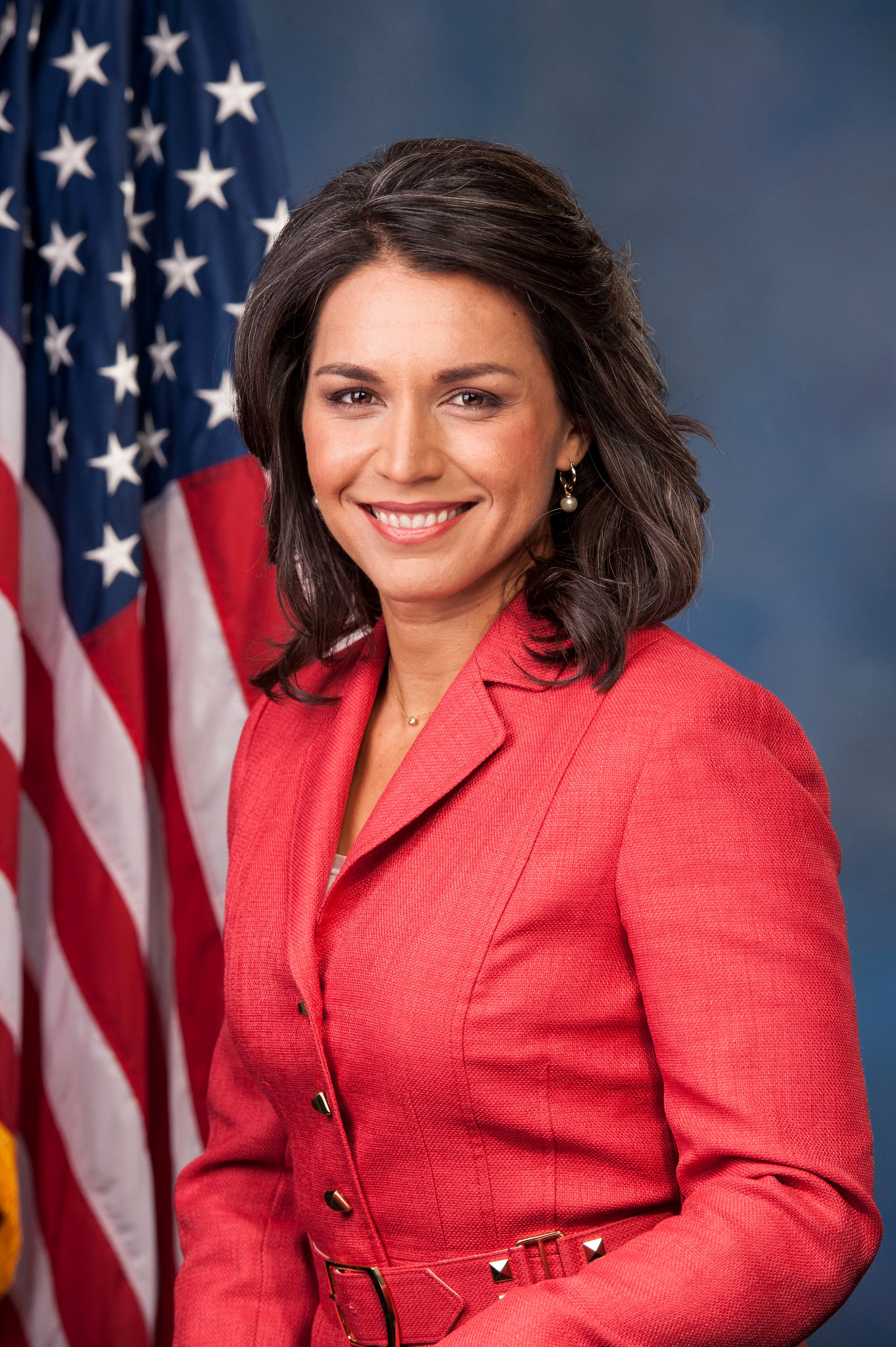
Tulsi Gabbard, Representante de Estados Unidos para el segundo distrito del Congreso de Hawái. Ella es una cuarta parte samoana.

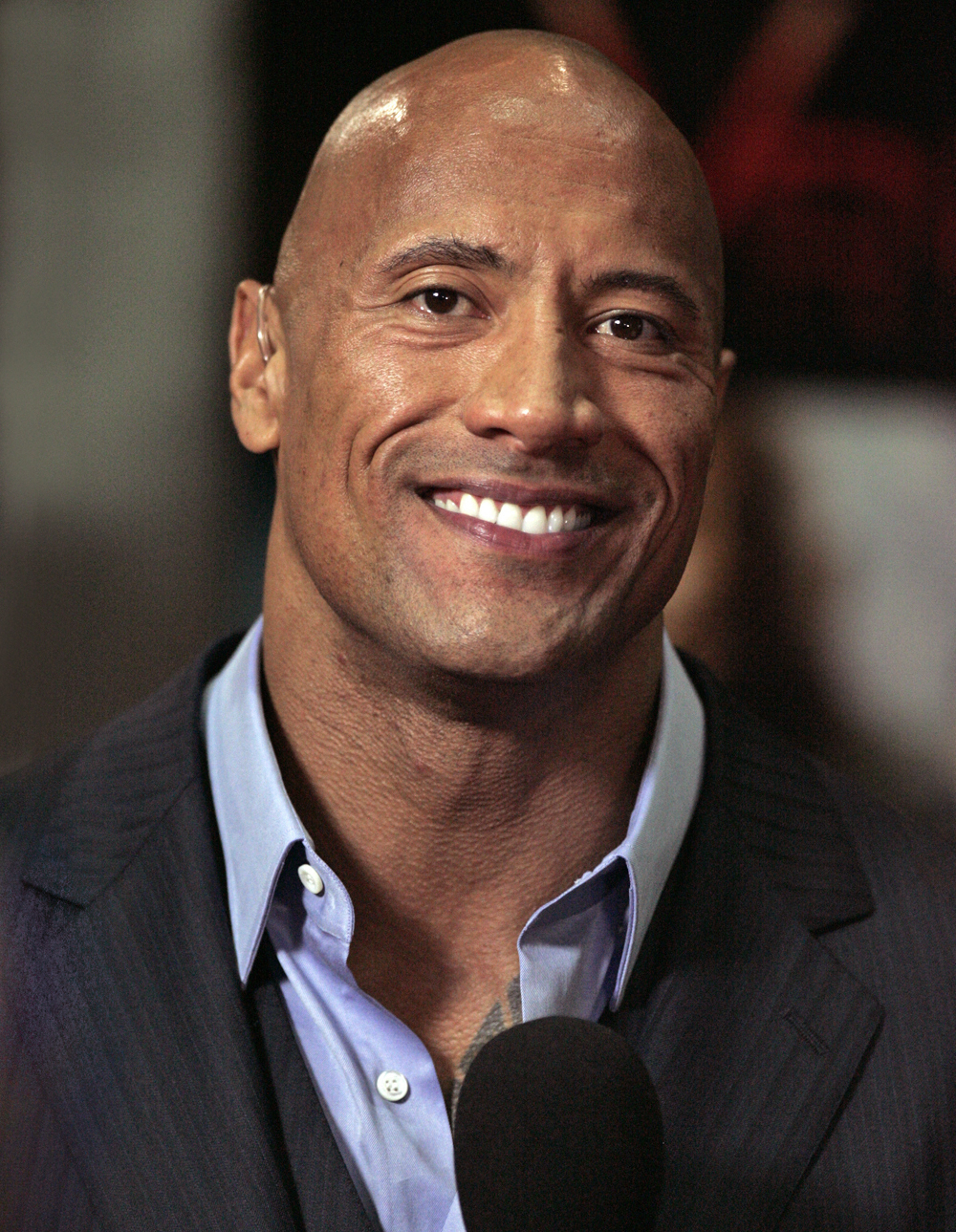
Dwayne "The Rock" Johnson, actor y luchador. Es medio samoano.

### Entretenimiento
- Reina Muhammad Ali, director de cine
- Cooper Andrews, actor
- Nephi Hannemann, actor
- Dwayne Johnson, actor, luchador profesional
- Mark Kanemura, bailarín
- Tony Meredith, bailarín, coreógrafo
- Josefa Moe, animadora, celebridad
- Tanoai Reed, actor de acrobacias, actor

### Música
- Alex Aiono, cantante, YouTuber
- Boo-Yaa TRIBE, grupo de hip hop
- Drew Deezy, rapero
- Cheryl Deserée, cantautora
- Dinah Jane, cantante; miembro de Fifth Harmony
- Taimane Gardner, ukelele, compositor
- Maryanne Ito, cantante de soul
- Bunny Michael, músico, rapero
- Mavis Rivers, cantante de jazz
- Tedashii, artista cristiano de hip hop
- Tenelle, cantautora

### Política, derecho y gobierno
- Tulsi Gabbard, político; Representante de EE. UU. Para el segundo distrito del Congreso de Hawái (2013-presente)
- Mike Gabbard, político, miembro del Senado del Estado de Hawái
- Mufi Hannemann, político; 12 ° alcalde de Honolulu (2005-2010)
- Bode Uale, juez de la corte estatal de Hawái

### Deportes
Fútbol americano
| - Al Afalava - C. J. Ah You - Harland Ah You - Tui Alailefaleula - Clifton Alapa - Tyson Alualu - Brad Anae - Robert Anae - Charley Ane - Charlie Ane - Donovan Arp - Devin Asiasi - Isaac Asiata - Matt Asiata - Sal Aunese - Kahlil Bell - Kendrick Bourne - Inoke Breckterfield - Algie Brown - DeForest Buckner - Colby Cameron - Jordan Cameron - Suʻa Cravens - Scott Crichton - Hershel Dennis - Luther Elliss - Justin Ena - DeQuin Evans - Nuʻu Faʻaola - Jonathan Fanene - Eletise Fiatoa | - Malcom Floyd - Fou Fonoti - Toniu Fonoti - Chris Fuamatu-Maʻafala - Setema Gali - Randall Goforth - Micah Hannemann - Wayne Hunter - Nate Ilaoa - Junior Ioane - Sale Isaia - Senio Kelemete - Pat Kesi - Hauʻoli Kikaha - Glen Kozlowski - Mike Kozlowski - Jake Kuresa - Shawn Lauvao - Kili Lefotu - Sefo Liufau - Joe Lobendahn - Al Lolotai - Malaefou MacKenzie - Kaluka Maiava - Damien Mama - Frank Manumaleuga - Brandon Manumaleuna - Vince Manuwai - Marcus Mariota - Jeremiah Masoli - Hercules Mataʻafa | - Fred Matua - Rey Maualuga - Josh Mauga - Itula Mili - Roy Miller - Edwin Mulitalo - Louis Murphy - Kai Nacua - Jim Nicholson - Ken Niumatalolo - Al Noga - Niko Noga - Pete Noga - Chris Owusu - Tenny Palepoi - Joe Paopao - David Parry - Saul Patu - Domata Peko - Kyle Peko - Tupe Peko - Ropati Pitoitua - Kennedy Polamalu - Troy Polamalu - Pulu Poumele - Jeremiah Poutasi - Tavita Pritchard - Mike Purcell - Keilani Ricketts - Jason Rivers - Blaine Saipaia | - Dan Saleaumua - Dru Samia - Brashton Satele - Samson Satele - Brian Schwenke - Kona Schwenke - Ian Seau - Junior Seau - Mike Sellers - Isaac Seumalo - Danny Shelton - Sealver Siliga - Mana Silva - JuJu Smith-Schuster - Brian Soi - Paul Soliai - Vic Soʻoto - Xavier Suʻa-Filo - Nicky Sualua - Frank Summers - Alameda Taʻamu - Ed Taʻamu - Tua Tagovailoa - Nuʻu Tafisi - Kelly Talavou - Lofa Tatupu - Vai Taua - Will Taʻufoʻou - Junior Tautalatasi - Terry Tautolo - Sae Tautu | - J. R. Tavai - Daniel Teʻo-Nesheim - Manti Teʻo - Martin Tevaseu - Jack Thompson - D. J. Tialavea - John Timu - Pisa Tinoisamoa - Albert Toeaina - Pago Togafau - Levine Toilolo - Mao Tosi - Charles Tuaau - Esera Tuaolo - Natu Tuatagaloa - Marques Tuiasosopo - Peter Tuiasosopo - Lavasier Tuinei - Mark Tuinei - Van Tuinei - Joe Tuipala - Willie Tuitama - Maugaula Tuitele - Andria Tupola - Mike Ulufale - Morris Unutoa - Jeremiah Valoaga - Lenny Vandermade - Larry Warford - Albert Wilson |

| Atletismo - Jeremy Dodson, sprints - Gary Fanelli, long-distance - Anthony Leiato, shot put Béisbol - Benny Agbayani - Isiah Kiner-Falefa - Sean Manaea Baloncesto - Rashaun Broadus - James Johnson - Dion Prewster - Wally Rank - Peyton Siva - Mekeli Wesley - Wendell White Artes marciales mixtas - Andre Fili - Kendall Grove - Max Holloway - Raquel Paʻaluhi | Lucha libre profesional - Afa Anoaʻi - Afa Anoaʻi Jr. - Lloyd Anoaʻi - Vanessa Borne - Deuce - Emily Dole - Sam Fatu - Nia Jax - Dwayne Johnson - Sean Maluta - Roman Reigns - Rikishi - Rosey - Samoa Joe - Samu - Tamina Snuka - Umaga - The Usos - Yokozuna | Rugby - Thretton Palamo, union - Psalm Wooching, union Natación - Virginia Farmer - Stewart Glenister - Robin Leamy Otros - Robyn Ah Mow-Santos, voleibol - Mariah Bullock, soccer - Tony Finau, golf - Konishiki Yasokichi, sumo - Greg Louganis, diving - Garrett Muagututia, voleibol - Fua Logo Tavui, sailing |

### Otros
- Matt Keikoan, jugador de póquer
- Alema Leota, Robin Hood
- Caroline Sinavaiana-Gabbard, escritora, profesora de literatura